# Dan Shafran
Dan Savian Shafran, född 5 november 1948 i Bukarest, Rumänien, är en svensk bibliotekarie och översättare. Shafran kom till Sverige 1982 och fick 1983 anställning vid Kungliga biblioteket i Stockholm. När Rumänska kulturinstitutet i Stockholm grundades 2006 blev Shafran dess direktör. Han har översatt rumänska författare (framför allt poeter) till svenska och svenska författare (såväl prosaister som poeter) till rumänska. Han har också, tillsammans med Felicia Ilina Iliescu, sammanställt Svensk-rumänskt lexikon (Skolverket, 1994)

## Översättningar till svenska (urval)
- Marin Sorescu: Jag såg ljus på jorden (översatt tillsammans med Marianne Sandels) (Bonnier, 1991)
- Ana Blandiana: Med läppar blåsvarta av ord: dikter (översatt tillsammans med Cecilia Lagerhorn) (Hypatia, 1995)
- Marin Sorescu: Fallenhet för höjder: dikter (Studiekamraten, 1996)
- Gabriel Liiceanu: Apokalypsen enligt Cioran (Itinerariile unei vieti och Apocalipsa dupa Cioran) (översatt tillsammans med Åke Nylinder) (Dualis, 1997)
- Emil Cioran: På förtvivlans krön (Pe culmile disperării) (översatt tillsammans med Åke Nylinder) (Dualis, 1998)
- Marin Sorescu: Stege till himlen: sista dikter (Ellerström, 1999)
- Denisa Comănescu: Glädje utan försoning: dikter (Gondolin, 1999)
- Urmuz: Bisarra blad (översatt tillsammans med Tom Sandqvist) (Ellerström, 2001)
- Ortsion Bartana: Det dolda ljuset (Or ganuz) (översatt tillsammans med Åke Nylinder) (Accent, 2001)
- Mircea Eliade: Myten om den eviga återkomsten: arketyper och upprepning (Le mythe de l'éternel retour) (översatt tillsammans med Åke Nylinder) (Dualis, 2002)
- Benjamin Fondane: Brancusi (Brancusi) (översatt tillsammans med Åke Nylinder) (Ellerström, 2005)
- Eugène Ionesco: Gnistor (Sclipiri) (Ellerström, 2006)
- Nina Cassian: Mirakelkvinnan (Ellerström, 2008)
- Mircea Cartarescu: En lycklig dag i mitt liv (översatt tillsammans med Lars-Inge Nilsson) (Ellerström, 2008)
- Ioan Es. Pop: Ieud utan utgång och andra dikter (Tranan, 2009)
- Nina Cassian: Kontinuum (Ur Continuum) (Tranan, 2011)
- Norman Manea: Huliganens återkomst (Intoarcerea huliganului) (översatt tillsammans med Lars-Inge Nilsson) (2244, 2012)
- Marin Sorescu: Erratum till paradiset (Ellerström, 2013)
- Norman Manea: Lyan (Vizuina) (översatt tillsammans med Peter Handberg) (2244, 2013)
- Daniela Crăsnaru: Austerloo (Ellerström, 2013)

## Antologier
- Corespondenţe lirice: poezie contemporană română şi suedeză ('Lyrisk brevväxling: nutida rumänsk och svensk poesi'), Editura Fundaţiei Culturale Române, 1997
- Noi corespondenţe lirice: poezie contemporană română şi suedeză ('Ny lyrisk brevväxling: nutida rumänsk och svensk poesi'), Editura Fundaţiei Culturale Române, 2002
- Un pod peste Europa: tineri poeţi din Suedia, Fundaţia pentru poezie "Mircea Dinescu", 2005
- Om jag inte får tala med någon nu: 27 poeter från Rumänien (redaktörer Eva Leonte och Dan Shafran, tolkningar av Görgen Antonsson [och tretton andra]), Tranan, 2011

## Översättningar till rumänska (urval)
- Astrid Lindgren: Mio al meu (Mio, min Mio) (översatt tillsammans med Carmen Banciu) (Pandora, 1994)
- Ingmar Bergman: Lanterna magică  (Laterna magica) (översatt tillsammans med Elena Florea och Carmen Banciu) (Editura Meridiane, 1994)
- Agneta Pleijel: Goana după vînt (Vindspejare) (översatt tillsammans med Elena-Maria Morogan) (Editura Univers, 1995)
- Torgny Lindgren: Batşeba (Bat Seba) (översatt tillsammans med Elena-Maria Morogan) (Editura Univers, 1995)
- Torgny Lindgren: Miere de bondari (Hummelhonung) (Editura Univers, 1998)
- Tomas Tranströmer: Pagini din cartea nopții: poeme (Polirom, 2003)
- Kjell Espmark: Scris în piatră: poeme (översatt tillsammans med Gabriela Melinescu) (Editura Fundaţiei Culturale Române, 2003)
- Tomas Tranströmer: Taina cea mare (Den stora gåtan) (Polirom, 2005)
- Henning Mankell: Ucigaşi fără chip (Mördare utan ansikte) (Editura Vremea, 2006)

## Doktorsavhandling
- Semnificatiile metamorfozelor lui Orfeu in dramaturgia engleza si americana contemporana (Samuel Beckett, Tennesse Williams, Edward Albee, Harold Pinter, Tom Stoppard) (Bucuresti: Univ., 1980)

## Priser och utmärkelser
- 1999 – De Nios översättarpris